# Network Processing Unit

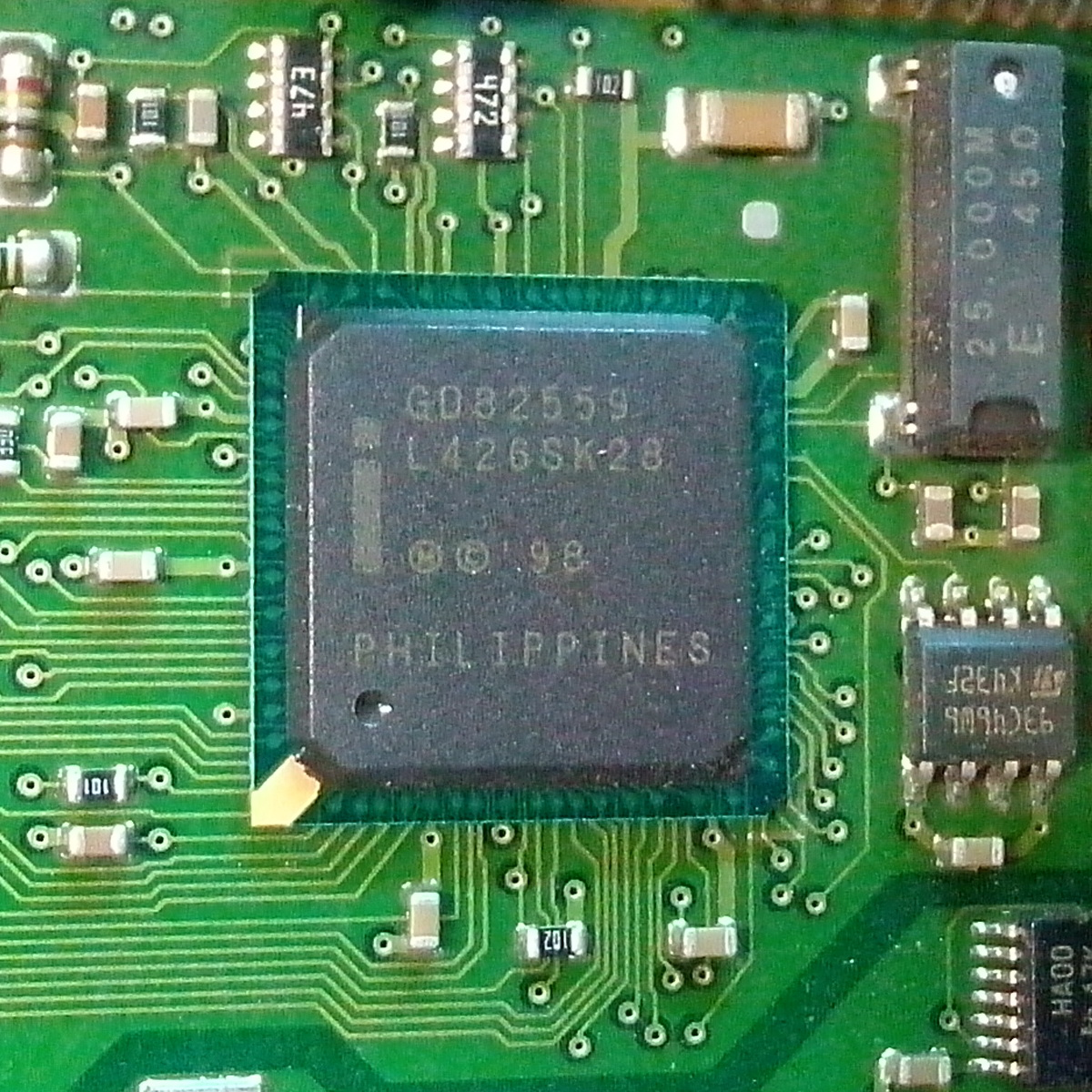
Мікроконтролер (інтегрованої мережевої карти) Intel 82559

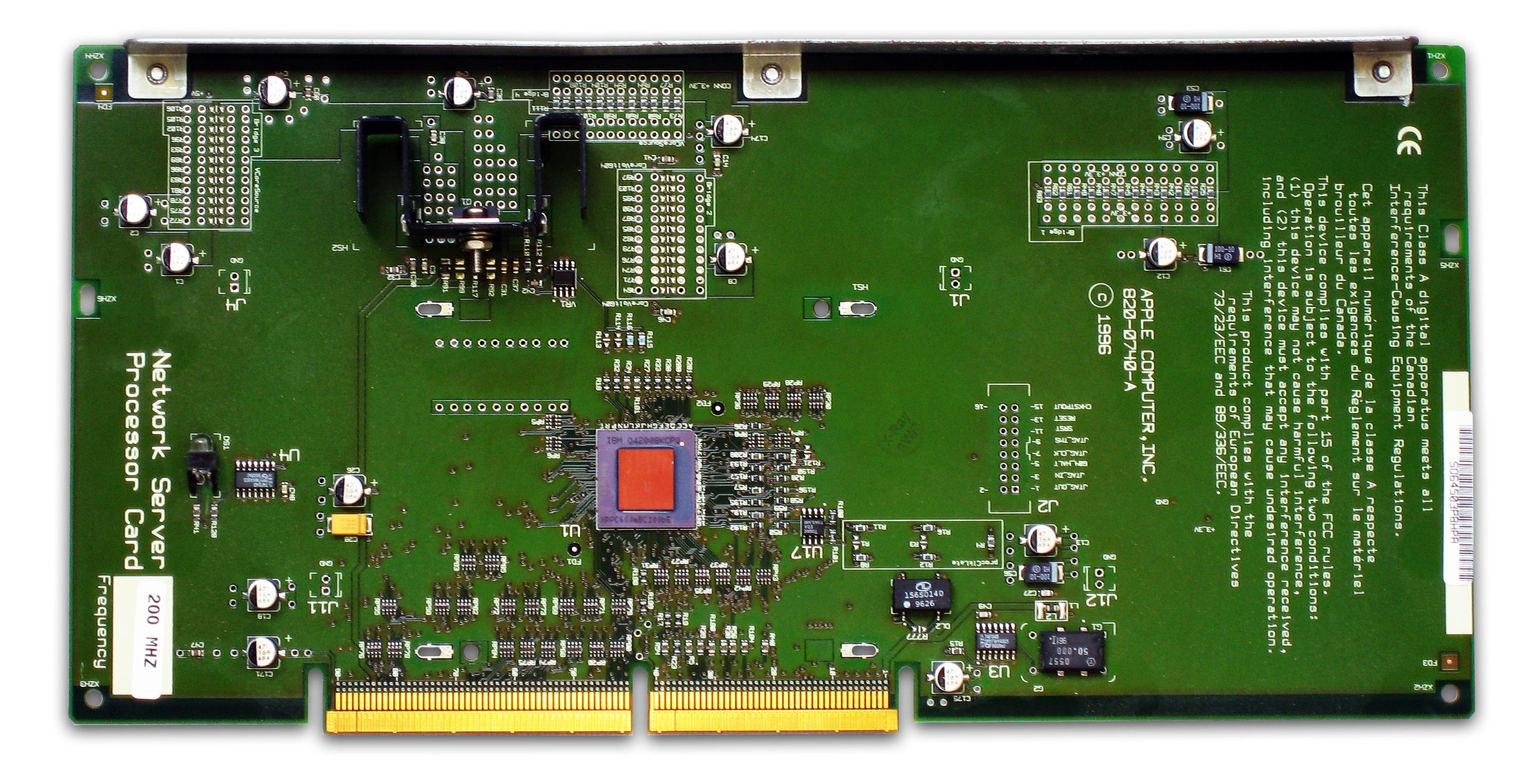
Процесорна плата мережевого сервера

Мережевий процесор (англ. network processor, NP) — це програмований процесор, архітектура якого оптимізована для використання в мережевих пристроях і забезпечення сталого режиму обробки пакетів (packet processing).
Мережеві процесори, як правило, це інтегральна схема з характеристиками, аналогічними центральним процесорам загального призначення.

## Історія
Коли комп'ютерні мережі були повільними, пакети даних, що передавались по ним, оброблялися звичайними процесорами. З ростом пропускної здатності мереж продуктивності таких процесорів стало не вистачати. Наступним кроком (початок 1990-х років) було широке впровадження в мережеве обладнання замовлених мікросхем (ASIC). При цьому в зв'язці з ASIC використовувалися і процесори загального призначення, але вони обробляли невеликий відсоток пакетів, пов'язаних з управлінням мережею, маршрутизацією і конфігуруванням пристрою. Однак мережеві технології швидко змінюють один одного, а замовні мікросхеми хоча і можна конфігурувати, але не можна перепрограмувати. Їм бракує гнучкості звичайних процесорів, де всі зміни можуть бути зроблені на рівні заміни ПЗ. Через це час розробки в життєвому циклі мережевого пристрою виявилося занадто довгим. Таким чином, нинішні мережеві процесори об'єднали обидва підходи : стали програмованими і спеціалізованими.
В мережеве устаткування встановлюються ЦП та мережевий процесор, який можна запрограмувати для роботи із заданими мережевими інтерфейсами; крім цього, вони мають значно більшу швидкодію через те, що виконання багатьох операцій всередині них розпаралелено.